# Frederick Browning
O tenente-general Sir Frederick Arthur Montague "Boy" Browning, GCVO, KBE, CB, DSO (20 de dezembro de 1896 - 14 de março de 1965) foi um oficial sênior do exército britânico que foi chamado de "pai das forças aerotransportadas britânicas".
Educado no Eton College e depois no Royal Military College, Sandhurst, Browning foi comissionado como segundo tenente da Guarda Granadeiros em 1915. Durante a Primeira Guerra Mundial, lutou na Frente Ocidental e foi condecorado com a Ordem de Serviço Distinto por conspícuo bravura durante a Batalha de Cambrai em novembro de 1917. Em setembro de 1918, tornou-se ajudante de campo do general Sir Henry Rawlinson.
Durante a Segunda Guerra Mundial, Browning comandou a 1ª Divisão Aerotransportada e o I Corpo Aerotransportado e também foi vice-comandante do Primeiro Exército Aliado Aerotransportado durante a Operação Market Garden em setembro de 1944. Durante o planejamento desta operação, ele teria dito: "Acho que podemos estar indo longe demais." Em dezembro de 1944, ele se tornou Chefe do Estado-Maior do Comando do Sudeste Asiático do Almirante Lord Louis Mountbatten. De setembro de 1946 a janeiro de 1948, foi secretário militar do Gabinete de Guerra.
Em janeiro de 1948, Browning tornou-se Controlador e Tesoureiro de Sua Alteza Real a Princesa Elizabeth, Duquesa de Edimburgo. Depois que ela subiu ao trono para se tornar a rainha Elizabeth II em 1952, ele se tornou tesoureiro no Gabinete do Duque de Edimburgo. Ele sofreu um grave colapso nervoso em 1957 e se aposentou em 1959. Ele morreu em Menabilly, a mansão que inspirou o romance de sua esposa Rebecca, em 14 de março de 1965.